# Забастовка шахтёров в Веллингтоне
Забастовка шахтёров в Веллингтоне (англ. the Wellington Miners' Strike) — стачка, организованная шахтёрами острова Ванкувер. Целью забастовки было добиться улучшений условий труда, признания местной профсоюзной организации, однако в ноябре 1891 года рабочие потерпели поражение, поскольку требования не были удовлетворены. Стачка доказала рабочим, что местная парламентская говорильня не имеет ничего общего с интересами рабочего класса: в самом начале стачки на выборах в местный парламент от профсоюза шахтёров прошли три кандидата, тогда как через три года никто из них не добился успеха.

## Предыстория стачки
Не только эксплуататоры трудящихся масс были активными противниками стачки. Председатель Тайного совета Британской Колумбии Т. Пули был юристом в компании Дансмьюиров. Ранее роль поверенного в делах выполнял местный генпрокурор Теодор Дейви. Сам Роберт Дансмьюир был членом кабинета министров Британской Колумбии до своей смерти, которая постигла этого капиталиста в 1889 году. В законодательном собрании региона у Дансмьюиров имелось свои люди: Генри Крофт, зять Роберта Дансмьюира, и Джозеф Хантер, смотритель компании Esquimalt & Nanaimo Railway.
С 1870 года, когда в Веллингтоне началась добыча угля, шахтёры добывали уголь высокого качества. Этот уголь приносил огромные прибыли Дансмьюирам, владельцам шахт, которые стали через некоторое время одними из самых богатых людей в регионе. Ко времени стачки вся каменноугольная индустрия Британской Колумбии состояла из трёх копий, расположенных в районе Нанаймо. Шахта в Веллингтоне находилась в шести милях от центра Нанаймо. На данной шахте к маю 1890 года работало 752 работника.
Главной шахтой компании New Vancouver Coal Mining and Land Company, крупнейшей в провинции, была шахта № 1 на набережной в центре Нанаймо. Компания также работала на шахте «Нортфилд» на пласте Веллингтон, расположенной неподалеку от предприятий Дансмьиров, и на шахте «Саутфилд», расположенной к югу от города Нанаймо. В компании работало около 1 500 человек.